# Château de la Groirie
Le château de la Groirie est un édifice situé sur la commune de Trangé, dans la région historique du Maine (actuel département de la Sarthe), en France.

## Historique
Le monument fait l’objet d’une inscription au titre des monuments historiques depuis le 3 mai 1974 pour les éléments suivants : les communs, l'écurie, la chapelle, le pigeonnier, l'escalier, la salle à manger, le salon, l'élévation, la rampe d'appui, la toiture et le décor intérieur.
Le château possédait un cadran solaire acquis par le conseil général en 2005 qui l'a installé dans le parc de l'abbaye de l'Épau à Yvré-l'Évêque.